# Live in New York (álbum de James Brown)
Live in New York é um álbum duplo ao vivo de 1981 do músico James Brown. Foi gravado em 1980 no nightclub Studio 54. Inclui as faixas de estúdio instrumentais: "Brown's Inferno" e "Bay Ridge Boogy" performadas pela Bay Ridge Band.
Em 1982 um LP simples com o conteúdo de Live in New York foi lançado com o nome de Mean on the Scene (Audio Fidelity/Phoenix). Desde então o conteúdo original do LP duplo tem sido relançado repetidamente, normalmente om as faixas instrumentais (e algumas vezes outras faixas) omitidas, sob outros títulos incluindo At Studio 54 (1994, Charly) e Live in New York 1980 (2009, Cleopatra).
Um filme com a gravação do show de Brown no Studio 54 já foi lançado várias vezes, notavelmente o DVD de 2008 Double Dynamite (Charly).

## Faixas
| N.º            | Título                                          | Duração |  |
| 1.             | "Too Funky In Here"                             | 7:11    |  |
| 2.             | "Funky Good Time"                               | 2:43    |  |
| 3.             | "Get Up Offa That Thing"                        | 6:14    |  |
| 4.             | "Body Heat"                                     | 5:21    |  |
| 5.             | "Sex Machine"                                   | 6:45    |  |
| 6.             | "Try Me"                                        | 4:30    |  |
| 7.             | "Brown's Inferno" (Performed by Bay Ridge Band) | 3:00    |  |
| 8.             | "Papa's Got a Brand New Bag"                    | 2:30    |  |
| 9.             | "Good Foot"                                     | 4:15    |  |
| 10.            | "This Is a Man's World"                         | 14:00   |  |
| 11.            | "Got That Feeling"                              | 3:45    |  |
| 12.            | "Cold Sweat"                                    | 3:13    |  |
| 13.            | "Please, Please, Please"                        | 3:00    |  |
| 14.            | "Jam"                                           | 5:00    |  |
| 15.            | "Bay Ridge Boogy" (Performed by Bay Ridge Band) | 2:15    |  |
| 16.            | "Medley: Payback/Too Funky in Here"             | 4:30    |  |
| Duração total: | Duração total:                                  | 1:18:12 |  |